# Zhanxu (köpinghuvudort i Kina, Jiangxi Sheng, lat 28,22, long 116,42)
Zhanxu är en köpinghuvudort i Kina. Den ligger i provinsen Jiangxi, i den sydöstra delen av landet, omkring 74 kilometer sydost om provinshuvudstaden Nanchang. Antalet invånare är 27 529. Befolkningen består av 12 908 kvinnor och 14 621 män. Barn under 15 år utgör 22,0 %, vuxna 15-64 år 70 %, och äldre över 65 år 6,0 %.
Runt Zhanxu är det tätbefolkat, med 343 invånare per kvadratkilometer. Närmaste större samhälle är Luozhen, 19,2 km sydväst om Zhanxu. Trakten runt Zhanxu består till största delen av jordbruksmark.
Genomsnittlig årsnederbörd är 2 304 millimeter. Den regnigaste månaden är juni, med i genomsnitt 441 mm nederbörd, och den torraste är oktober, med 23 mm nederbörd.